# Đá ngầm Gageo
Đá ngầm Gageo (Hangul: 가거초, Gageocho; tiếng Trung: 日向礁; Hán-Việt: Nhật Hướng Tiêu; bính âm: Rìxiàng Jiāo) là một bãi đá ngầm do Hàn Quốc kiểm soát ở biển Hoàng Hải, nằm cách đảo Gageo của nước này 47 km về phía tây. Gageo là đối tượng, thực thể địa lý tranh chấp giữa Hàn Quốc và Trung Quốc.
Hải vực lân cận của đá ngầm Gageo sâu bình quân 75 m, nơi nông nhất sâu 7,8 m. Nếu đo ở độ sâu 40 m thì chiều rộng từ bắc xuống nam là 600 m, chiều dài từ đông sang tây là 750 m, tổng diện tích của bãi đá được ước tính đạt vào khoảng 380,000 m².
Hàn Quốc hiện là quốc gia đang duy trì sự kiểm soát trên thực tế đối với toàn bộ bãi đá ngầm Gageo, nước này tuyên bố chủ quyền không tranh cãi đồng thời đặt Gageo vào địa phận huyện Sinan, tỉnh Jeolla Nam.

## Lịch sử
Ngày 29 tháng 3 năm 1927, thiết giáp hạm Hyūga (日向, Nhật Hướng) của Đế quốc Nhật Bản đâm vào đá ngầm Gageo. Sau khi tìm thấy nguyên nhân gây tai nạn, Hải quân Nhật Bản đã đặt tên cho đá ngầm này là Hyūga Shou (đá ngầm Hyūga) theo tên chiến hạm. Sau này, Hàn Quốc tiếp tục đổi tên thành "Gageo" (Hán-Việt: Khả Cư, tạm dịch: "có thể ở được").

## Tranh chấp
Theo UNCLOS thì các quốc gia không thể đòi hỏi chủ quyền đối với bãi đá ngầm này. Tuy nhiên, hiện Hàn Quốc và Trung Quốc đang xảy ra tranh chấp ở Gageo do hai quốc gia đều xem đây thuộc vào vùng đặc quyền kinh tế của mình. Theo Hàn Quốc, xét theo các nguyên tắc của đường trung tuyến trên biển thì bãi đá ngầm này nằm trong lãnh thổ của họ.
Tháng 11 năm 2007, Hàn Quốc khởi công công trình trạm nghiên cứu hải dương và khí quyển hiện đại nằm gần đá ngầm này. Công trình được khánh thành vào tháng 10 năm 2009, tiêu tốn 10 tỷ won, cao 51 m (trong đó có 26 m nổi trên mặt biển), diện tích 286 m², có khả năng chịu được sóng cao 21 m và chịu sức gió đến 40 m/s. Cơ sở có phòng thí nghiệm, chỗ ở, thiết bị thông tin và quan sát, máy phát điện, đèn hiệu an toàn hàng hải, bồn chứa nước và nhiên liệu, hệ thống cảnh báo. Bốn người có thể sống 15 ngày tại đây mà không cần tiếp tế. Trước đó vào năm 2003 Hàn Quốc đã có một cơ sở nghiên cứu hải dương tương tự (nhưng gấp tới 4 lần về quy mô) ở đá ngầm Socotra - vốn cũng nằm trong vòng tranh chấp Hàn-Trung.